# جوهان ارنست هابنتسرايت
يوهان إرنست هيبنستريت هو طبيب ومستكشف وباحث ألماني ولد في نيوستادت سور لورلا ( ساكسونيا ) في 15 جانفي 1703 وتوفي في لايبزيغ يوم 5 ديسمبر 1757.

## سيرة شخصية
كان ابن رئيس شمامسة نيوستادت ، الذي أعطاه الدروس الأولى في اللغة والآداب ، ثم وضعه في مدارس المدينة ، حيث حقق نجاحًا مبكرًا. ثم ذهب للدراسة في جينا ولايبزيغ ، وحصل على ماجستير في الآداب ودكتوراه في الفلسفة في عام 1727. حينها كان مدير حديقة غاسبارد بوس النباتية. كما كلفه ملك ساكسونيا فريدريك أوغست الاول عام 1731 بالقيام برحلة علمية مع بعض العلماء إلى إفريقيا. اكتشف شمال إفريقيا بعد سفره عبر ألمانيا وسويسرا وفرنسا.
لقد كانوا يجوبون إفريقيا لمدة عامين ، عندما أوقفت وفاة الملك الذي أمر بهذه الحملة ، وأجبر هيبنستريت ورفاقه على العودة إلى لايبزيغ ، حيث وصلوا في شهر أكتوبر 1733 . تم تعيين هيبنستريت على الفور أستاذا لعلم وظائف الأعضاء في جامعة المدينة. لكنه تخلى عن هذا الكرسي عام 1737 ليأخذ كرسي التشريح والجراحة. بعد ذلك بقليل ، في عام 1746 ، علم الأمراض ، وأخيراً ، في عام 1748 ، العلاج مع لقب العميد.
هذا العالم ، الذي كان أيضًا كاتبًا وشاعرًا ، في نفس الوقت الذي كان فيه عالمًا طبيعيًا وطبيبًا ، كان لديه واحدة من أرقى المكتبات في عصره.

## مؤلفاته
نحن مدينون له بعدد كبير نسبيًا من الأطروحات والأعمال ، من أبرزها:
- متريكا باثولوجيا (لايبزيغ ، 1740 ، في 8 درجات)
- De homine sano et ægroto carmen (Leipzig ، 1753) ، قصيدة لاتينية جميلة ، والتي أكسبته لقب الألماني Lucretius
- Palæologia therapiæ (Halle ، 1779) ، وهو عمل يشهد على سعة الاطلاع الواسعة والحصافة النقدية لمؤلفه ، إلخ.

دعونا نستشهد أيضًا بأربع رسائل إلى الملك أوغسطس ، في رحلته العلمية إلى إفريقيا ، والتي نُشرت في كتاب برنولي Recueil de petits voyages .

## مصدر
« Johann Ernst Hebenstreit », dans Pierre Larousse, Grand dictionnaire universel du XIXe siècle, Paris, Administration du grand dictionnaire universel, 15 vol., 1863-1890 [détail des éditions].